# 毛萼云南丁香
毛萼云南丁香（学名：Syringa yunnanensis f. pubicalyx）为木犀科丁香属[[]]下的一个变型。分布于中国大陆的云南等地，生长于海拔2,800米至3,600米的地区，常生于山坡林下，目前尚未由人工引种栽培。 